# تپه میربگ
تپه میربگ مربوط به عصر مفرغ - دوره اشکانیان - دوره ساسانیان است و در شهرستان کوهدشت، بخش کونانی، دهستان زیر تنگ، شرق روستای میربگ واقع شده و این اثر در تاریخ ۲۸ اسفند ۱۳۸۵ با شمارهٔ ثبت ۱۸۴۲۱ به‌عنوان یکی از آثار ملی ایران به ثبت رسیده است.